# Santa Maria degli Angeli a Pizzofalcone
A Basílica de Santa Maria degli Angeli em Pizzofalcone (Santa Maria dos Anjos de Pizzofalcone) é uma basílica de Nápoles localizada na colina Pizzofalcone, no coração histórico da cidade e no bairro de San Ferdinando. Não deve ser confundida com a igreja de Santa Maria degli Angeli alle Croci. Uma igreja, projetada por Francesco Grimaldi, foi construída no local para a Ordem Teatina. A construção começou em 1587 e foi concluída em 1610.